# José Palomeque Solís
José Palomeque Solís (Mérida, 1847-Nueva York, 1918) fue un médico y político mexicano, nacido en Mérida y muerto en la ciudad de Nueva York, EEUU. Fue gobernador de Yucatán en 1896 al sustituir temporalmente al gobernador Carlos Peón Machado. Hermano del poeta Manuel Palomeque Solís, autor del Himno yucateco.

## Datos históricos
Cursó sus primeros estudios en el Colegio de San Ildefonso en la ciudad de Mérida y más tarde en la Escuela de Medicina donde se graduó con una tesis sobre la tifoidea. Estudió también en París, Francia donde se especializó en histología. Durante la guerra franco-prusiana retornó a Yucatán en donde además de ejercer su profesión dedicó muchos años a la docencia, dando cursos de anatomía, histología y fisiología.
Fue parte del Consejo de Educación Pública y en 1894 fue designado secretario general de gobierno durante la administración de Carlos Peón Machado. Ejercía esa posición cuando el Congreso de Yucatán lo nombró encargado del despacho para sustituir temporalmente la ausencia del gobernador. Promulgó durante su corto periodo el primer Códice Sanitario de Yucatán.
En 1871, fue miembro fundador de la  de la Sociedad Médico-Farmacéutica. En 1902, durante la administración de Olegario Molina, quien era primo hermano suyo, formó parte del consejo de administración de los Ferrocarriles Unidos de Yucatán. En 1915 se auto exilió en La Habana y después se trasladó a Nueva York, ciudad donde murió a los 71 años. Sus despojos embalsamados fueron llevados a Yucatán a su muerte.